# Victor Fray Marshall
Victor Fray Marshall (geb. 1. September 1913 in Culpeper; gest. 5. Januar 2001 in Charlottesville) war ein US-amerikanischer Urologe. Er war Leiter der Urologie am New York Hospital–Cornell Medical Center und lieferte bedeutende Beiträge zur Urologie, insbesondere zur Harninkontinenz, Onkologie und Urolithiasis. 1964 gelang ihm erstmals die Ureteroskopie mit einem flexiblen Endoskop.

## Leben
Marschall stammte aus Virginia und studierte an der Washington and Lee University Medizin. 1937 begann er eine Facharztausbildung in allgemeiner Chirurgie. Nach Abschluss seiner Assistenzarztzeit in Chirurgie und Urologie wurde er assistant professor für klinische Chirurgie und Urologie an der Cornell University. 1946 wurde Marshall Chef der Urologie. 1970 wurde er auch die James J. Colt Professur für Urologie berufen und war bis 1976 als Leiter der Urologie tätig. Nach seiner Emeritierung 1984 war er noch an der University of Virginia als konsultierender Urologe tätig.
Marshall war Autor des The Textbook of Urology und verfasste über 200 wissenschaftliche Arbeiten. Zusammen mit Geburtshelfern der Cornell University entwickelte er die Marshall-Marchetti-Krantz-Operation zur Behandlung der weiblichen Harninkontinenz.
Marshall war Mitglied der American Urological Association, der Clinical Society of Genitourinary Surgeons, der American Association of Genitourinary Surgeons, der American Surgical Association und des American Board of Urology. 1972 wurde er zum Präsidenten des American Board of Urology gewählt. 1975 erhielt er die höchste Auszeichnung auf dem Gebiet der Urologie, die Ramon Guiteras Medal der American Urological Association. 1977 wurde er zum Ehrenabsolventen der Cornell University ernannt und 1987 erhielt er den Maurice R. Greenberg Distinguished Service Award der Cornell University. Zudem wurde ihm die Ehrendoktorwürde der Washington and Lee University verliehen.
Marschall war verheiratet und hatte drei Söhne. Sein ältester Sohn Fray Francis Marshall (1944–2011) wurde ebenfalls Urologe und war Professor an der Emory University in Atlanta.